# Statistiche e record di Serena Williams
| Finali in carriera                               |                            |       |       |     |      |
| Specialità                                       | Categoria                  | Vinte | Perse | Tot | V %  |
| Singolare                                        | Grande Slam                | 23    | 10    | 33  | 70%  |
| Singolare                                        | Olimpiadi estive           | 1     | 0     | 1   | 100% |
| Singolare                                        | WTA Finals                 | 5     | 2     | 7   | 71%  |
| Singolare                                        | Grand Slam Cup             | 1     | 0     | 1   | 100% |
| Singolare                                        | WTA Premier Mandatory & 5* | 34    | 12    | 46  | 74%  |
| Singolare                                        | WTA Tour                   | 8     | 1     | 9   | 86%  |
| Singolare                                        | Totale                     | 73    | 25    | 97  | 74%  |
| Doppio                                           | Grande Slam                | 14    | 0     | 14  | 100% |
| Doppio                                           | Olimpiadi estive           | 3     | 0     | 3   | 100% |
| Doppio                                           | Torneo di fine anno        | –     | –     | –   | –    |
| Doppio                                           | WTA Premier Mandatory & 5* | 2     | 0     | 2   | 100% |
| Doppio                                           | WTA Tour                   | 4     | 1     | 5   | 80%  |
| Doppio                                           | Totale                     | 23    | 1     | 24  | 95%  |
| Doppio misto                                     | Grande slam                | 2     | 2     | 4   | 50%  |
| Doppio misto                                     | Totale                     | 2     | 2     | 34  | 67%  |
| Totale                                           | Totale                     | 98    | 28    | 125 | 78%  |
| * Conosciuti in precedenza come tornei "Tier I". |                            |       |       |     |      |

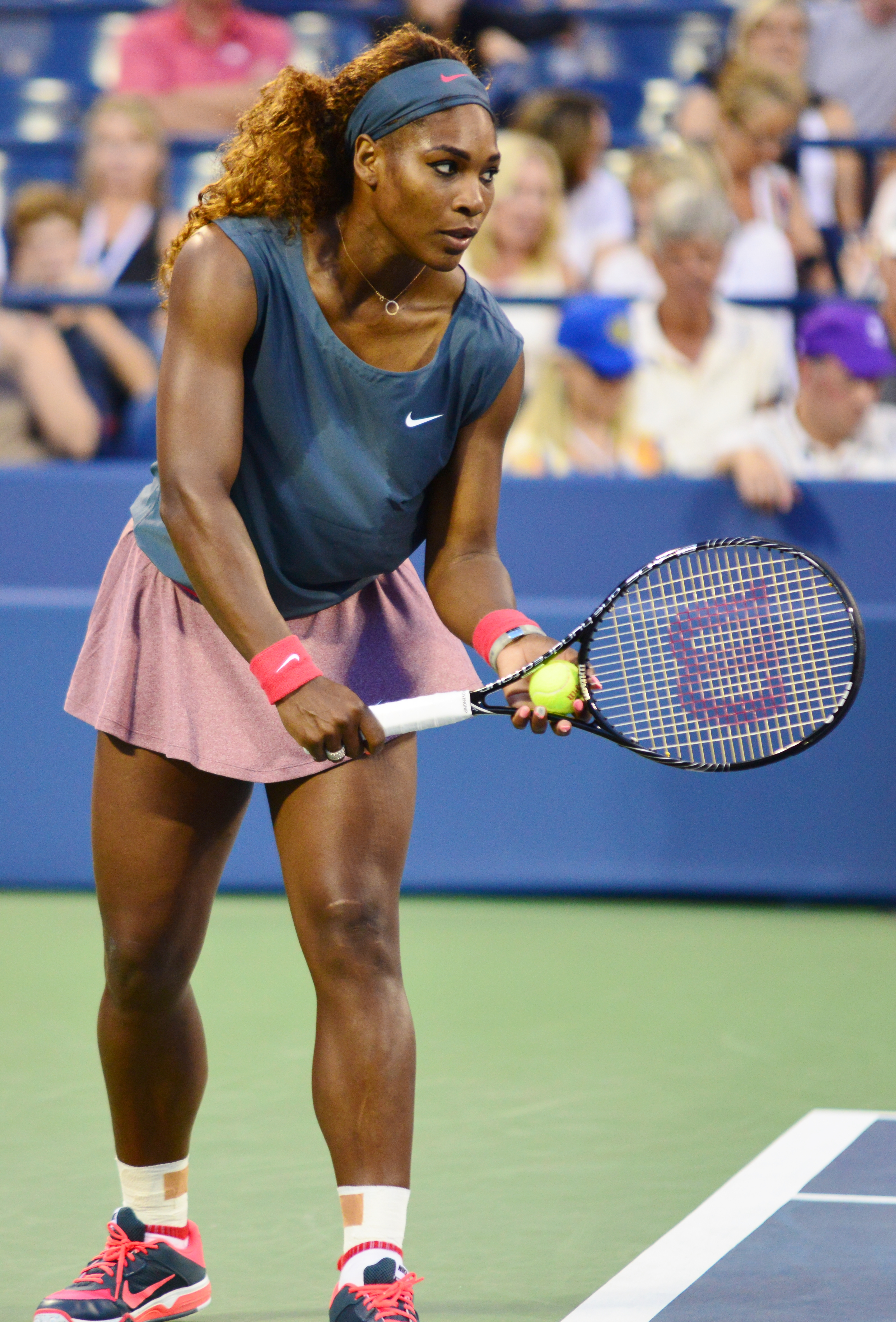
Serena Williams

In questa pagina sono riportate le statistiche e i record realizzati da Serena Williams durante la carriera tennistica.

## Statistiche

### Singolare

#### Vittorie (73)
| Grande Slam (23)                           |                       |
| Ori Olimpici (1)                           |                       |
| WTA Championships (5) / Grand Slam Cup (1) |                       |
| Prima del 2009                             | Dal 2009              |
| Tier I (10)                                | Premier Mandatory (6) |
| Tier II (11)                               | Premier 5 (7)         |
| Tier III (0)                               | Premier (7)           |
| Tier IV (0)                                | International (2)     |

| Legenda superfici |
| Cemento (46)      |
| Terra rossa (13)  |
| Erba (8)          |
| Sintetico (5)     |

| N.  | Data              | Torneo                                    | Superficie    | Avversaria in finale     | Punteggio        |
| --- | ----------------- | ----------------------------------------- | ------------- | ------------------------ | ---------------- |
| 1.  | 28 febbraio 1999  | Open Gaz de France, Parigi                | Sintetico (i) | Amélie Mauresmo          | 6–2, 3–6, 7–6(4) |
| 2.  | 23 marzo 1999     | Pacific Life Open, Indian Wells           | Cemento       | Steffi Graf              | 6–3, 3–6, 7–5    |
| 3.  | 15 agosto 1999    | East West Bank Classic, Los Angeles       | Cemento       | Julie Halard-Decugis     | 6–1, 6–4         |
| 4.  | 30 agosto 1999    | US Open, New York                         | Cemento       | Martina Hingis           | 6–3, 7–6(4)      |
| 5.  | 3 ottobre 1999    | Grand Slam Cup, Monaco di Baviera         | Sintetico (i) | Venus Williams           | 6–1, 3–6, 6–3    |
| 6.  | 20 febbraio 2000  | Faber Grand Prix, Hannover                | Sintetico (i) | Denisa Chládková         | 6–1, 6–1         |
| 7.  | 13 agosto 2000    | East West Bank Classic, Los Angeles (2)   | Cemento       | Lindsay Davenport        | 4–6, 6–4, 7–6(1) |
| 8.  | 8 ottobre 2000    | Toyota Princess Cup, Tokyo                | Cemento       | Julie Halard-Decugis     | 7–5, 6–1         |
| 9.  | 12 marzo 2001     | Pacific Life Open, Indian Wells (2)       | Cemento       | Kim Clijsters            | 4–6, 6–4, 6–2    |
| 10. | 19 agosto 2001    | Canada Masters, Toronto                   | Cemento       | Jennifer Capriati        | 6–1, 6(7)–7, 6–3 |
| 11. | 4 novembre 2001   | WTA Tour Championships, Monaco di Baviera | Cemento (i)   | Lindsay Davenport        | w/o              |
| 12. | 3 marzo 2002      | State Farm Classic, Scottsdale            | Cemento       | Jennifer Capriati        | 6–2, 4–6, 6–4    |
| 13. | 1º aprile 2002    | NASDAQ-100 Open, Miami                    | Cemento       | Jennifer Capriati        | 7–5, 7–6(4)      |
| 14. | 19 maggio 2002    | Internazionali BNL d'Italia, Roma         | Terra rossa   | Justine Henin            | 7–6(6), 6–4      |
| 15. | 8 giugno 2002     | Open di Francia, Parigi                   | Terra rossa   | Venus Williams           | 7–5, 6–3         |
| 16. | 6 luglio 2002     | Torneo di Wimbledon, Londra               | Erba          | Venus Williams           | 7–6(4), 6–3      |
| 17. | 7 settembre 2002  | US Open, New York (2)                     | Cemento       | Venus Williams           | 6–4, 6–3         |
| 18. | 22 settembre 2002 | Toyota Princess Cup, Tokyo (2)            | Cemento       | Kim Clijsters            | 2–6, 6–3, 6–3    |
| 19. | 29 settembre 2002 | Sparkassen Cup, Lipsia                    | Sintetico (i) | Anastasija Myskina       | 6–3, 6–2         |
| 20. | 25 gennaio 2003   | Australian Open, Melbourne                | Cemento       | Venus Williams           | 7–6(4), 3–6, 6–4 |
| 21. | 8 febbraio 2003   | Open Gaz de France, Parigi (2)            | Sintetico (i) | Amélie Mauresmo          | 6–3, 6–2         |
| 22. | 31 marzo 2003     | NASDAQ-100 Open, Miami (2)                | Cemento       | Jennifer Capriati        | 4–6, 6–4, 6–1    |
| 23. | 5 luglio 2003     | Torneo di Wimbledon, Londra (2)           | Erba          | Venus Williams           | 4–6, 6–4, 6–2    |
| 24. | 4 aprile 2004     | NASDAQ-100 Open, Miami (3)                | Cemento       | Elena Dement'eva         | 6–1, 6–1         |
| 25. | 26 settembre 2004 | China Open, Pechino                       | Cemento       | Svetlana Kuznecova       | 4–6, 7–5, 6–4    |
| 26. | 29 gennaio 2005   | Australian Open, Melbourne (2)            | Cemento       | Lindsay Davenport        | 2–6, 6–3, 6–0    |
| 27. | 27 gennaio 2007   | Australian Open, Melbourne (3)            | Cemento       | Marija Šarapova          | 6–1, 6–2         |
| 28. | 1º aprile 2007    | Sony Ericsson Open, Miami (4)             | Cemento       | Justine Henin            | 0–6, 7–5, 6–3    |
| 29. | 9 marzo 2008      | Bangalore Open, Bangalore                 | Cemento       | Patty Schnyder           | 7–5, 6–3         |
| 30. | 6 aprile 2008     | Sony Ericsson Open, Miami (5)             | Cemento       | Jelena Janković          | 6–1, 5–7, 6–3    |
| 31. | 20 aprile 2008    | Family Circle Cup, Charleston             | Terra verde   | Vera Zvonarëva           | 6–4, 3–6, 6–3    |
| 32. | 7 settembre 2008  | US Open, New York (3)                     | Cemento       | Jelena Janković          | 6–4, 7–5         |
| 33. | 31 gennaio 2009   | Australian Open, Melbourne (4)            | Cemento       | Dinara Safina            | 6–0, 6–3         |
| 34. | 4 luglio 2009     | Torneo di Wimbledon, Londra (3)           | Erba          | Venus Williams           | 7–6(3), 6–2      |
| 35. | 1º novembre 2009  | WTA Tour Championships, Doha (2)          | Cemento       | Venus Williams           | 6–2, 7–6(4)      |
| 36. | 30 gennaio 2010   | Australian Open, Melbourne (5)            | Cemento       | Justine Henin            | 6–4, 3–6, 6–2    |
| 37. | 3 luglio 2010     | Torneo di Wimbledon, Londra (4)           | Erba          | Vera Zvonarëva           | 6–3, 6–2         |
| 38. | 31 luglio 2011    | Bank of the West Classic, Stanford        | Cemento       | Marion Bartoli           | 7–5, 6–1         |
| 39. | 14 agosto 2011    | Rogers Cup, Toronto (2)                   | Cemento       | Samantha Stosur          | 6–4, 6–2         |
| 40. | 8 aprile 2012     | Family Circle Cup, Charleston (2)         | Terra verde   | Lucie Šafářová           | 6–0, 6–1         |
| 41. | 12 maggio 2012    | Mutua Madrid Open, Madrid                 | Terra blu     | Viktoryja Azaranka       | 6–1, 6–3         |
| 42. | 7 luglio 2012     | Torneo di Wimbledon, Londra (5)           | Erba          | Agnieszka Radwańska      | 6–1, 5–7, 6–2    |
| 43. | 15 luglio 2012    | Bank of the West Classic, Stanford (2)    | Cemento       | Coco Vandeweghe          | 7–5, 6–3         |
| 44. | 4 agosto 2012     | Giochi Olimpici, Londra                   | Erba          | Marija Šarapova          | 6–0, 6–1         |
| 45. | 9 settembre 2012  | US Open, New York (4)                     | Cemento       | Viktoryja Azaranka       | 6–2, 2–6, 7–5    |
| 46. | 28 ottobre 2012   | WTA Tour Championships, Istanbul (3)      | Cemento (i)   | Marija Šarapova          | 6–4, 6–3         |
| 47. | 5 gennaio 2013    | Brisbane International, Brisbane          | Cemento       | Anastasija Pavljučenkova | 6–2, 6–1         |
| 48. | 30 marzo 2013     | Sony Ericsson Open, Miami (6)             | Cemento       | Marija Šarapova          | 4–6, 6–3, 6–0    |
| 49. | 7 aprile 2013     | Family Circle Cup, Charleston (3)         | Terra verde   | Jelena Janković          | 3–6, 6–0, 6–2    |
| 50. | 12 maggio 2013    | Mutua Madrid Open, Madrid (2)             | Terra rossa   | Marija Šarapova          | 6–1, 6–4         |
| 51. | 19 maggio 2013    | Internazionali BNL d'Italia, Roma (2)     | Terra rossa   | Viktoryja Azaranka       | 6–1, 6–3         |
| 52. | 8 giugno 2013     | Open di Francia, Parigi (2)               | Terra rossa   | Marija Šarapova          | 6–4, 6–4         |
| 53. | 21 luglio 2013    | Swedish Open, Båstad                      | Terra rossa   | Johanna Larsson          | 6–4, 6–1         |
| 54. | 11 agosto 2013    | Rogers Cup, Toronto (3)                   | Cemento       | Sorana Cîrstea           | 6–2, 6–0         |
| 55. | 8 settembre 2013  | US Open, New York (5)                     | Cemento       | Viktoryja Azaranka       | 7–5, 6(6)–7, 6–1 |
| 56. | 6 ottobre 2013    | China Open, Pechino (2)                   | Cemento       | Jelena Janković          | 6–2, 6–2         |
| 57. | 27 ottobre 2013   | WTA Tour Championships, Istanbul (4)      | Cemento (i)   | Li Na                    | 2–6, 6–3, 6–0    |
| 58. | 4 gennaio 2014    | Brisbane International, Brisbane (2)      | Cemento       | Viktoryja Azaranka       | 6–4, 7–5         |
| 59. | 29 marzo 2014     | Sony Ericsson Open, Miami (7)             | Cemento       | Li Na                    | 7–5, 6–1         |
| 60. | 18 maggio 2014    | Internazionali BNL d'Italia, Roma (3)     | Terra rossa   | Sara Errani              | 6–3, 6–0         |
| 61. | 3 agosto 2014     | Bank of the West Classic, Stanford (3)    | Cemento       | Angelique Kerber         | 7–6(1), 6–3      |
| 62. | 17 agosto 2014    | Western & Southern Open, Cincinnati       | Cemento       | Ana Ivanović             | 6–4, 6–1         |
| 63. | 7 settembre 2014  | US Open, New York (6)                     | Cemento       | Caroline Wozniacki       | 6–3, 6–3         |
| 64. | 26 ottobre 2014   | WTA Finals, Singapore (5)                 | Cemento (i)   | Simona Halep             | 6–3, 6–0         |
| 65. | 31 gennaio 2015   | Australian Open, Melbourne (6)            | Cemento       | Maria Sharapova          | 6–3, 7–6(5)      |
| 66. | 4 aprile 2015     | Sony Ericsson Open, Miami (8)             | Cemento       | Carla Suárez Navarro     | 6–2, 6–0         |
| 67. | 6 giugno 2015     | Open di Francia, Parigi (3)               | Terra rossa   | Lucie Šafářová           | 6–3, 6(2)–7, 6–2 |
| 68. | 11 luglio 2015    | Torneo di Wimbledon, Londra (6)           | Erba          | Garbiñe Muguruza         | 6–4, 6–4         |
| 69. | 23 agosto 2015    | Western & Southern Open, Cincinnati (2)   | Cemento       | Simona Halep             | 6–3, 7–6(5)      |
| 70. | 15 maggio 2016    | Internazionali BNL d'Italia, Roma (4)     | Terra rossa   | Madison Keys             | 7–6(5), 6–3      |
| 71. | 9 luglio 2016     | Torneo di Wimbledon, Londra (7)           | Erba          | Angelique Kerber         | 7–5, 6–3         |
| 72. | 28 gennaio 2017   | Australian Open, Melbourne (7)            | Cemento       | Venus Williams           | 6–4, 6–4         |
| 73. | 12 gennaio 2020   | ASB Classic, Auckland                     | Cemento       | Jessica Pegula           | 6–3, 6–4         |

#### Sconfitte (25)
| Grande Slam (10)      |                       |
| Argenti Olimpici (0)  |                       |
| WTA Championships (2) |                       |
| Prima del 2009        | Dal 2009              |
| Tier I (5)            | Premier Mandatory (2) |
| Tier II (2)           | Premier 5 (3)         |
| Tier III (0)          | Premier (1)           |
| Tier IV (0)           | International (0)     |

| N.  | Data              | Torneo                                  | Superficie    | Avversaria in finale | Punteggio          |
| 1.  | 29 marzo 1999     | Sony Ericsson Open, Miami               | Cemento       | Venus Williams       | 1–6, 6–4, 4–6      |
| 2.  | 13 febbraio 2000  | Open GDF Suez, Parigi                   | Sintetico (i) | Nathalie Tauziat     | 5–7, 2–6           |
| 3.  | 20 agosto 2000    | Canada Masters, Montréal                | Cemento       | Martina Hingis       | 6–0, 3–6, 0–3 rit. |
| 4.  | 9 settembre 2001  | US Open, New York                       | Cemento       | Venus Williams       | 2–6, 4–6           |
| 5.  | 13 maggio 2002    | WTA German Open, Berlino                | Terra rossa   | Justine Henin        | 2–6, 6–1, 6(5)–7   |
| 6.  | 11 novembre 2002  | WTA Tour Championships, Los Angeles     | Cemento (i)   | Kim Clijsters        | 5–7, 3–6           |
| 7.  | 13 aprile 2003    | Family Circle Cup, Charleston           | Terra verde   | Justine Henin        | 3–6, 4–6           |
| 8.  | 5 luglio 2004     | Torneo di Wimbledon, Londra             | Erba          | Marija Šarapova      | 1–6, 4–6           |
| 9.  | 25 luglio 2004    | East West Bank Classic, Los Angeles     | Cemento       | Lindsay Davenport    | 1–6, 3–6           |
| 10. | 13 novembre 2004  | WTA Tour Championships, Los Angeles (2) | Cemento       | Marija Šarapova      | 6–4, 2–6, 4–6      |
| 11. | 14 ottobre 2007   | Kremlin Cup, Mosca                      | Sintetico (i) | Elena Dement'eva     | 7–5, 1–6, 1–6      |
| 12. | 5 luglio 2008     | Torneo di Wimbledon, Londra (2)         | Erba          | Venus Williams       | 5–7, 4–6           |
| 13. | 5 aprile 2009     | Sony Ericsson Open, Miami (2)           | Cemento       | Viktoryja Azaranka   | 3–6, 1–6           |
| 14. | 16 gennaio 2010   | Medibank International, Sydney          | Cemento       | Elena Dement'eva     | 3–6, 2–6           |
| 15. | 10 settembre 2011 | US Open, New York (2)                   | Cemento       | Samantha Stosur      | 3–6, 2–6           |
| 16. | 17 febbraio 2013  | Qatar Ladies Open, Doha                 | Cemento       | Viktoryja Azaranka   | 6(6)–7, 6–2, 3–6   |
| 17. | 18 agosto 2013    | Western & Southern Open, Cincinnati     | Cemento       | Viktoryja Azaranka   | 6–2, 2–6, 6(6)–7   |
| 18. | 30 gennaio 2016   | Australian Open, Melbourne              | Cemento       | Angelique Kerber     | 4–6, 6–3, 4–6      |
| 19. | 20 marzo 2016     | BNP Paribas Open, Indian Wells          | Cemento       | Viktoryja Azaranka   | 4–6, 4–6           |
| 20. | 4 giugno 2016     | Open di Francia, Parigi                 | Terra rossa   | Garbiñe Muguruza     | 5–7, 4–6           |
| 21. | 14 luglio 2018    | Torneo di Wimbledon, Londra (3)         | Erba          | Angelique Kerber     | 3–6, 3–6           |
| 22. | 8 settembre 2018  | US Open, New York (3)                   | Cemento       | Naomi Ōsaka          | 2–6, 4–6           |
| 23. | 13 luglio 2019    | Torneo di Wimbledon, Londra (4)         | Erba          | Simona Halep         | 2–6, 2–6           |
| 24. | 11 agosto 2019    | Rogers Cup, Toronto (2)                 | Cemento       | Bianca Andreescu     | 1–3 rit.           |
| 25. | 7 settembre 2019  | US Open, New York (4)                   | Cemento       | Bianca Andreescu     | 3–6, 5–7           |

### Doppio

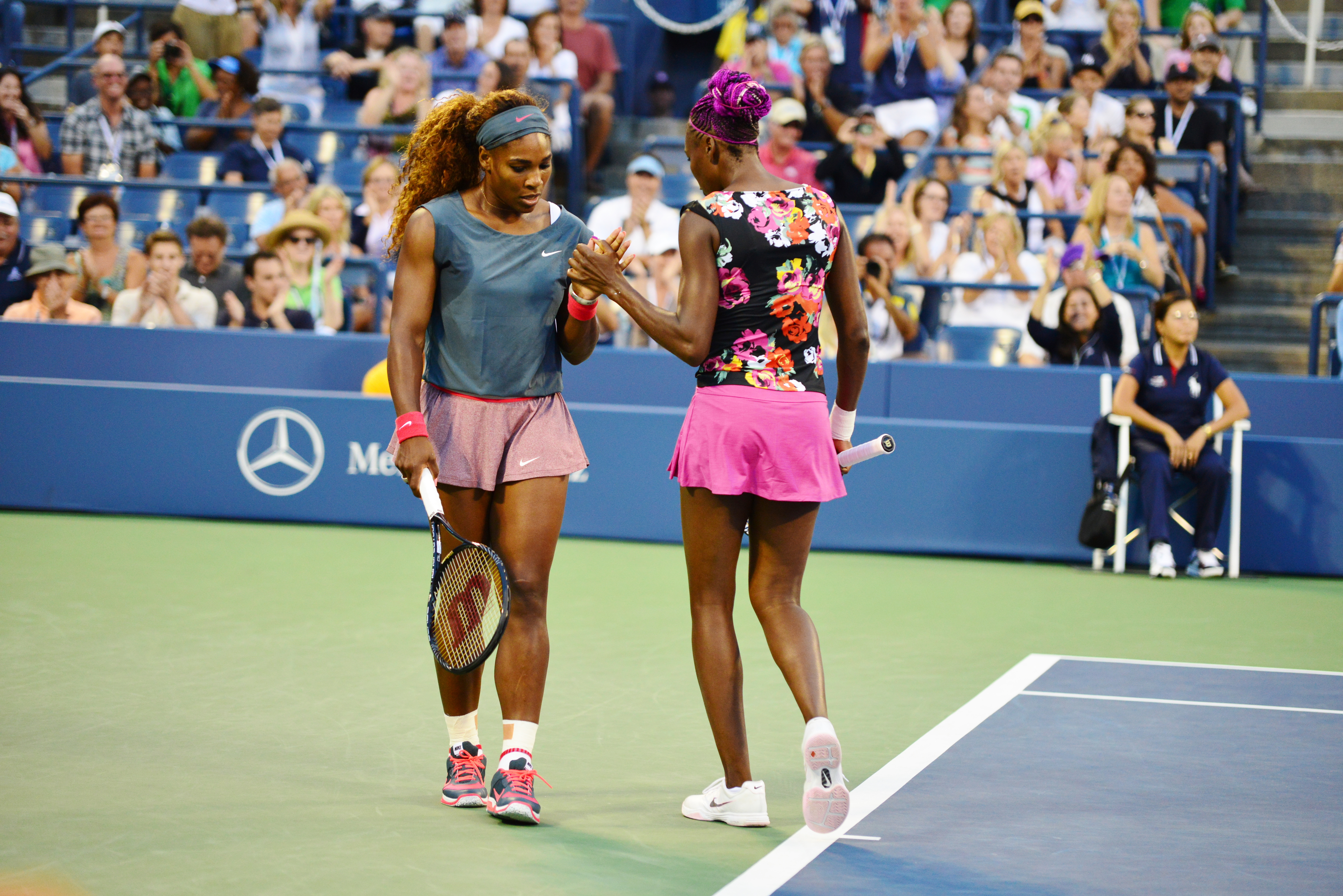
Le sorelle Williams in azione

#### Vittorie (23)
| Legenda: Prima del 2009 | Legenda: Dal 2009     |
| ----------------------- | --------------------- |
| Grande Slam (14)        |                       |
| Ori Olimpici (3)        |                       |
| WTA Championships (0)   |                       |
| Tier I (1)              | Premier Mandatory (1) |
| Tier II (3)             | Premier 5 (0)         |
| Tier III (1)            | Premier (1)           |
| Tier IV & V (0)         | International (0)     |

| N.  | Data              | Torneo                                       | Superficie    | Compagno            | Avversari in finale                            | Punteggio        |
| 1.  | 23 febbraio 1998  | IGA U.S. Indoor Championships, Oklahoma City | Cemento       | Venus Williams      | Cătălina Cristea Kristine Kunce                | 7–5, 6–2         |
| 2.  | 12 ottobre 1998   | Open di Zurigo, Zurigo                       | Sintetico (i) | Venus Williams      | Mariaan de Swardt Olena Tatarkova              | 5–7, 6–1, 6–3    |
| 3.  | 15 febbraio 1999  | Faber Grand Prix, Hannover                   | Sintetico (i) | Venus Williams      | Alexandra Fusai Nathalie Tauziat               | 5–7, 6–2, 6–2    |
| 4.  | 24 maggio 1999    | Open di Francia, Parigi                      | Terra rossa   | Venus Williams      | Martina Hingis Anna Kurnikova                  | 6–3, 6(2)–7, 8–6 |
| 5.  | 30 agosto 1999    | US Open, New York                            | Cemento       | Venus Williams      | Chanda Rubin Sandrine Testud                   | 4–6, 6–1, 6–4    |
| 6.  | 26 giugno 2000    | Torneo di Wimbledon, Londra                  | Erba          | Venus Williams      | Julie Halard-Decugis Ai Sugiyama               | 6–3, 6–2         |
| 7.  | 28 settembre 2000 | Giochi Olimpici, Sydney                      | Cemento       | Venus Williams      | Kristie Boogert Miriam Oremans                 | 6–1, 6–1         |
| 8.  | 15 gennaio 2001   | Australian Open, Melbourne                   | Cemento       | Venus Williams      | Lindsay Davenport Corina Morariu               | 6–2, 2–6, 6–4    |
| 9.  | 24 giugno 2002    | Torneo di Wimbledon, Londra (2)              | Erba          | Venus Williams      | Virginia Ruano Pascual Paola Suárez            | 6–2, 7–5         |
| 10. | 29 settembre 2002 | Sparkassen Cup, Lipsia                       | Sintetico (i) | Alexandra Stevenson | Janette Husárová Paola Suárez                  | 6–3, 7–5         |
| 11. | 13 gennaio 2003   | Australian Open, Melbourne (2)               | Cemento       | Venus Williams      | Virginia Ruano Pascual Paola Suárez            | 4–6, 6–4, 6–3    |
| 12. | 23 giugno 2008    | Torneo di Wimbledon, Londra (3)              | Erba          | Venus Williams      | Lisa Raymond Samantha Stosur                   | 6–2, 6–2         |
| 13. | 10 agosto 2008    | Giochi Olimpici, Pechino (2)                 | Cemento       | Venus Williams      | Anabel Medina Garrigues Virginia Ruano Pascual | 6–2, 6–0         |
| 14. | 19 gennaio 2009   | Australian Open, Melbourne (3)               | Cemento       | Venus Williams      | Daniela Hantuchová Ai Sugiyama                 | 6–3, 6–3         |
| 15. | 22 giugno 2009    | Torneo di Wimbledon, Londra (4)              | Erba          | Venus Williams      | Samantha Stosur Rennae Stubbs                  | 7–6(4), 6–4      |
| 16. | 27 luglio 2009    | Bank of the West Classic, Stanford           | Cemento       | Venus Williams      | Yung-Jan Chan Monica Niculescu                 | 6–4, 6–1         |
| 17. | 31 agosto 2009    | US Open, New York (2)                        | Cemento       | Venus Williams      | Cara Black Liezel Huber                        | 6–2, 6–2         |
| 18. | 18 gennaio 2010   | Australian Open, Melbourne (4)               | Cemento       | Venus Williams      | Cara Black Liezel Huber                        | 6–4, 6–3         |
| 19. | 7 maggio 2010     | Mutua Madrileña Madrid Open, Madrid          | Terra rossa   | Venus Williams      | Flavia Pennetta Gisela Dulko                   | 6–2, 7–5         |
| 20. | 23 maggio 2010    | Open di Francia, Parigi (2)                  | Terra rossa   | Venus Williams      | Květa Peschke Katarina Srebotnik               | 6–2, 6–3         |
| 21. | 8 luglio 2012     | Torneo di Wimbledon, Londra (5)              | Erba          | Venus Williams      | Andrea Hlaváčková Lucie Hradecká               | 7–5, 6–4         |
| 22. | 5 agosto 2012     | Giochi Olimpici, Londra (3)                  | Erba          | Venus Williams      | Andrea Hlaváčková Lucie Hradecká               | 6–4, 6–4         |
| 23. | 9 luglio 2016     | Torneo di Wimbledon, Londra (6)              | Erba          | Venus Williams      | Tímea Babos Yaroslava Shvedova                 | 6–3, 6–4         |

#### Sconfitte (2)
| Grande Slam (0)                            |                       |
| Argenti Olimpici (0)                       |                       |
| WTA Championships (4) / Grand Slam Cup (0) |                       |
| Prima del 2009                             | Dal 2009              |
| Tier I (0)                                 | Premier Mandatory (0) |
| Tier II (1)                                | Premier 5 (0)         |
| Tier III (0)                               | Premier (0)           |
| Tier IV (0)                                | International (1)     |

| N. | Data            | Torneo                    | Superficie | Compagno           | Avversari in finale              | Punteggio |
| 1. | 8 agosto 1999   | San Diego Open, San Diego | Cemento    | Venus Williams     | Lindsay Davenport Corina Morariu | 4–6, 1–6  |
| 2. | 12 gennaio 2020 | ASB Classic, Auckland     | Cemento    | Caroline Wozniacki | Taylor Townsend Asia Muhammad    | 4–6, 4–6  |

### Doppio misto

#### Vittorie (2)
| Tornei del Grande Slam  |
| ----------------------- |
| Australian Open (0)     |
| Open di Francia (0)     |
| Torneo di Wimbledon (1) |
| US Open (1)             |

| N. | Data              | Torneo                      | Superficie | Compagno   | Avversari in finale            | Punteggio |
| 1. | 5 luglio 1998     | Torneo di Wimbledon, Londra | Erba       | Maks Mirny | Mahesh Bhupathi Mirjana Lučić  | 6–4, 6–4  |
| 2. | 13 settembre 1998 | US Open, New York           | Cemento    | Maks Mirny | Patrick Galbraith Lisa Raymond | 6–2, 6–2  |

#### Sconfitte (2)
| Tornei del Grande Slam  |
| ----------------------- |
| Australian Open (1)     |
| Open di Francia (1)     |
| Torneo di Wimbledon (0) |
| US Open (0)             |

| N. | Data            | Torneo                     | Superficie  | Compagno   | Avversari in finale             | Punteggio        |
| 1. | 7 giugno 1998   | Open di Francia, Parigi    | Terra rossa | Luis Lobo  | Justin Gimelstob Venus Williams | 4–6, 4–6         |
| 2. | 31 gennaio 1999 | Australian Open, Melbourne | Cemento     | Maks Mirny | David Adams Mariaan de Swardt   | 4–6, 6–4, 6(5)–7 |

### Competizioni a squadre: 4 (3 titoli, 1 finalista)
| Risultato  | Num. | Data                 | Torneo                       | Superficie | Partner                                       | Avversari                                         | Punteggio |
| ---------- | ---- | -------------------- | ---------------------------- | ---------- | --------------------------------------------- | ------------------------------------------------- | --------- |
| Vincitrice | 1.   | 18–19 settembre 1999 | Fed Cup, Stanford, USA       | Cemento    | Lindsay Davenport Venus Williams Monica Seles | Elena Makarova Elena Likhovtseva Elena Dementieva | 4–1       |
| Vincitrice | 2.   | 3 gennaio 2003       | Hopman Cup, Perth, Australia | Cemento    | James Blake                                   | Alicia Molik Lleyton Hewitt                       | 3–0       |
| Vincitrice | 3.   | 4 gennaio 2008       | Hopman Cup, Perth, Australia | Cemento    | Mardy Fish                                    | Jelena Janković Novak Đoković                     | 2–1       |
| Finalista  | 1.   | 10 gennaio 2015      | Hopman Cup, Perth, Australia | Cemento    | John Isner                                    | Agnieszka Radwańska Jerzy Janowicz                | 1–2       |

## Risultati in progressione
Aggiornato a fne carriera (US Open 2022).
| V | F | SF | QF | #T | RR | Q# | A | Z# | PO | O | F-A | SF-B | ND |

(V) Torneo vinto; raggiunto (F) finale, (SF) semifinale, (QF) quarti di finale, (#T) turni 4, 3, 2, 1; (RR) round - robin; (Q#) Turno di qualificazione; (A) assente dal torneo; (Z#) Zona gruppo Coppa Davis/Fed Cup (con indicazione numero); (PO) play-off Coppa Davis o Fed Cup; vinto un (O) oro, (F-A) argento o (SF-B) bronzo ai Giochi Olimpici; (ND) torneo non disputato.
| Torneo                | 1998                     | 1999                     | 2000                     | 2001                     | 2002                     | 2003                     | 2004                     | 2005                     | 2006                     | 2007                     | 2008                     | 2009          | 2010          | 2011          | 2012          | 2013          | 2014          | 2015          | 2016          | 2017          | 2018            | 2019            | 2020          | 2021     | 2022     | Titoli     | V–P        |
| --------------------- | ------------------------ | ------------------------ | ------------------------ | ------------------------ | ------------------------ | ------------------------ | ------------------------ | ------------------------ | ------------------------ | ------------------------ | ------------------------ | ------------- | ------------- | ------------- | ------------- | ------------- | ------------- | ------------- | ------------- | ------------- | --------------- | --------------- | ------------- | -------- | -------- | ---------- | ---------- |
| Grande Slam           |                          |                          |                          |                          |                          |                          |                          |                          |                          |                          |                          |               |               |               |               |               |               |               |               |               |                 |                 |               |          |          |            |            |
| Australian Open       | 2T                       | 3T                       | 4T                       | QF                       | A                        | V                        | A                        | V                        | 3T                       | V                        | QF                       | V             | V             | A             | 4T            | QF            | 4T            | V             | F             | V             | A               | QF              | 3T            | SF       | A        | 7 / 20     | 92–13      |
| Roland Garros         | 4T                       | 3T                       | A                        | QF                       | V                        | SF                       | QF                       | A                        | A                        | QF                       | 3T                       | QF            | QF            | A             | 1T            | V             | 2T            | V             | F             | A             | 4T              | 3T              | 2T[3]         | 4T       | A        | 3 / 19     | 66–14      |
| Wimbledon             | 3T                       | A                        | SF                       | QF                       | V                        | V                        | F                        | 3T                       | A                        | QF                       | F                        | V             | V             | 4T            | V             | 4T            | 3T            | V             | V             | A             | F               | F               | ND            | 1T       | 1T       | 7 / 21     | 98–14      |
| US Open               | 3T                       | V                        | QF                       | F                        | V                        | A                        | QF                       | 4T                       | 4T                       | QF                       | V                        | SF            | A             | F             | V             | V             | V             | SF            | SF            | A             | F               | F               | SF            | A        | 3T       | 6 / 21     | 108–15     |
| Vinte–Perse           | 8–4                      | 11–2                     | 12–3                     | 18–4                     | 21–0                     | 19–1                     | 14–3                     | 12–2                     | 5–2                      | 19–3                     | 19–3                     | 23–2          | 18–1          | 9–2           | 17–2          | 21–2          | 13–3          | 26–1          | 24–3          | 7–0           | 15–2            | 18–4            | 8–2           | 5–1      | 2–2      | 23 / 81    | 367–56     |
| Giochi Olimpici       |                          |                          |                          |                          |                          |                          |                          |                          |                          |                          |                          |               |               |               |               |               |               |               |               |               |                 |                 |               |          |          |            |            |
| Giochi Olimpici       | Non disputati            | Non disputati            | A                        | Non disputati            | Non disputati            | Non disputati            | A                        | Non disputati            | Non disputati            | Non disputati            | QF                       | Non disputati | Non disputati | Non disputati | 1ª            | Non disputati | Non disputati | Non disputati | 3T            | Non disputati | Non disputati   | Non disputati   | Non disputati | A        | ND       | 1 / 3      | 11–2       |
| Tour Finals           |                          |                          |                          |                          |                          |                          |                          |                          |                          |                          |                          |               |               |               |               |               |               |               |               |               |                 |                 |               |          |          |            |            |
| WTA Finals            | NQ                       | A                        | A                        | V                        | F                        | A                        | F                        | NQ                       | NQ                       | RR                       | RR                       | V             | A             | NQ            | V             | V             | V             | A             | A             | A             | Non qualificata | Non qualificata | ND            | NQ       |          | 5 / 9      | 29–6       |
| WTA 1000              |                          |                          |                          |                          |                          |                          |                          |                          |                          |                          |                          |               |               |               |               |               |               |               |               |               |                 |                 |               |          |          |            |            |
| Doha                  | Non Tier I               | Non Tier I               | Non Tier I               | Non Tier I               | Non Tier I               | Non Tier I               | Non Tier I               | Non Tier I               | Non Tier I               | Non Tier I               | A                        | Non disputato | Non disputato | Non P5        | A             | F             | A             | NP5           | A             | A             | A               | A               | ND            | A        | A        | 0 / 1      | 4–1        |
| Dubai                 | Non Tier I               | Non Tier I               | Non Tier I               | Non Tier I               | Non Tier I               | Non Tier I               | Non Tier I               | Non Tier I               | Non Tier I               | Non Tier I               | Non Tier I               | SF            | A             | A             | A             | A             | SF            | A             | NP5           | NP5           | NP5             | A               | A             | A        | A        | 0 / 2      | 6–2        |
| Indian Wells          | A                        | V                        | QF                       | V                        | Boicottaggio             | Boicottaggio             | Boicottaggio             | Boicottaggio             | Boicottaggio             | Boicottaggio             | Boicottaggio             | Boicottaggio  | Boicottaggio  | Boicottaggio  | Boicottaggio  | Boicottaggio  | Boicottaggio  | SF            | F             | A             | 3T              | 3T[1]           | ND            | A        | A        | 2 / 7      | 26–5       |
| Miami                 | QF                       | F                        | 4T                       | QF                       | V                        | V                        | V                        | QF                       | A                        | V                        | V                        | F             | A             | A             | QF            | V             | V             | V             | 4T            | A             | 1T              | 2T [2]          | ND            | A        | A        | 8 / 18     | 76–10      |
| Madrid                | Non disputato            | Non disputato            | Non disputato            | Non disputato            | Non disputato            | Non disputato            | Non disputato            | Non disputato            | Non disputato            | Non disputato            | Non disputato            | 1T            | 3T            | A             | V             | V             | QF            | SF            | A             | A             | A               | A               | ND            | A        | A        | 2 / 6      | 21–3       |
| Roma                  | QF                       | QF                       | A                        | A                        | V                        | SF                       | SF                       | 2T                       | A                        | QF                       | QF                       | 2T            | SF            | A             | SF            | V             | V             | 3T            | V             | A             | A               | 2T              | A             | 2T       | A        | 4 / 17     | 43–9       |
| Toronto/Montréal      | A                        | A                        | F                        | V                        | A                        | A                        | A                        | 3T                       | A                        | A                        | A                        | SF            | A             | V             | A             | V             | SF            | SF            | A             | A             | A               | F               | ND            | A        | 2T       | 3 / 10     | 36–7       |
| Cincinnati            | Non disputato/Non Tier I | Non disputato/Non Tier I | Non disputato/Non Tier I | Non disputato/Non Tier I | Non disputato/Non Tier I | Non disputato/Non Tier I | Non disputato/Non Tier I | Non disputato/Non Tier I | Non disputato/Non Tier I | Non disputato/Non Tier I | Non disputato/Non Tier I | 3T            | A             | 2T            | QF            | F             | V             | V             | A             | A             | 2T              | A               | 3T            | A        | 1T       | 2 / 9      | 18–5       |
| Tokyo                 | A                        | A                        | V                        | A                        | V                        | A                        | A                        | A                        | A                        | A                        | A                        | A             | A             | A             | A             | A             | Non premier 5 | Non premier 5 | Non premier 5 | Non premier 5 | Non premier 5   | A               | ND            | ND       | A        | 2 / 2      | 10-0       |
| Wuhan                 | Non disputato            | Non disputato            | Non disputato            | Non disputato            | Non disputato            | Non disputato            | Non disputato            | Non disputato            | Non disputato            | Non disputato            | Non disputato            | Non disputato | Non disputato | Non disputato | Non disputato | Non disputato | 2T            | A             | A             | A             | A               | A               | ND            | ND       | ND       | 0 / 1      | 0-1        |
| Pechino               | Non disputato            | Non disputato            | Non disputato            | Non Tier I               | Non Tier I               | Non Tier I               | Non Tier I               | Non Tier I               | Non Tier I               | Non Tier I               | Non Tier I               | 3T            | A             | A             | A             | V             | QF            | A             | A             | A             | A               | A               | ND            | ND       | ND       | 1 / 3      | 11–1       |
| WTA 500               |                          |                          |                          |                          |                          |                          |                          |                          |                          |                          |                          |               |               |               |               |               |               |               |               |               |                 |                 |               |          |          |            |            |
| Melbourne             | Non disputato            | Non disputato            | Non disputato            | Non disputato            | Non disputato            | Non disputato            | Non disputato            | Non disputato            | Non disputato            | Non disputato            | Non disputato            | Non disputato | Non disputato | Non disputato | Non disputato | Non disputato | Non disputato | Non disputato | Non disputato | Non disputato | Non disputato   | Non disputato   | Non disputato | SF4      | A        | 0 / 1      | 3–0        |
| Charleston            | A                        | A                        | A                        | A                        | QF                       | F                        | 3T                       | A                        | A                        | 3T                       | V                        | A             | A             | A             | V             | V             | 2T            | A             | A             | A             | A               | A               | ND            | A        | A        | 3 / 8      | 22-4       |
| Stanford              | A                        | A                        | A                        | A                        | A                        | A                        | A                        | A                        | A                        | A                        | SF                       | QF            | A             | V             | V             | A             | V             | A             | A             | A             | A               | A               | ND            | A        | A        | 3 / 5      | 17–2       |
| Statistiche carriera  |                          |                          |                          |                          |                          |                          |                          |                          |                          |                          |                          |               |               |               |               |               |               |               |               |               |                 |                 |               |          |          |            |            |
|                       | 1998                     | 1999                     | 2000                     | 2001                     | 2002                     | 2003                     | 2004                     | 2005                     | 2006                     | 2007                     | 2008                     | 2009          | 2010          | 2011          | 2012          | 2013          | 2014          | 2015          | 2016          | 2017          | 2018            | 2019            | 2020          | 2021     | 2022     | Carriera   | Carriera   |
| Tornei Giocati        | 11                       | 12                       | 11                       | 10                       | 13                       | 7                        | 12                       | 10                       | 4                        | 12                       | 13                       | 16            | 6             | 6             | 13            | 15            | 16            | 11            | 8             | 2             | 7               | 7               | 6             | 3        | 3        | 240        | 240        |
| Titoli–Finali         | 0–0                      | 5–6                      | 3–5                      | 3–4                      | 8–10                     | 4–5                      | 2–5                      | 1–1                      | 0–0                      | 2–3                      | 4–5                      | 3–4           | 2–3           | 2–3           | 7–7           | 11–13         | 7–7           | 5–5           | 2–5           | 1–1           | 0–2             | 0–2             | 1–1           | 0–0      | 0–0      | 73–98      | 73–98      |
| Cemento V-S           | 16–7                     | 29–4                     | 25–5                     | 27–5                     | 28–3                     | 19–0                     | 23–5                     | 17–4                     | 12–4                     | 25–6                     | 27–5                     | 39–8          | 10–1          | 18–1          | 28–3          | 47–3          | 41–5          | 30–2          | 20–5          | 8–1           | 9–5             | 16–4            | 16–5          | 8–1      | 3–3      | 541–95     | 541–95     |
| Terra V-S             | 6–2                      | 7–3                      | 0–1                      | 4–1                      | 17–2                     | 12–3                     | 10–3                     | 2–2                      | 0–0                      | 6–3                      | 11–2                     | 4–4           | 8–3           | 0–0           | 17–1          | 28–0          | 9–2           | 16–1          | 11–1          | 0–0           | 3–0             | 3–1             | 1–0           | 4–3      | 0–0      | 179–38     | 179–38     |
| Erba V-S              | 4–2                      | 0–0                      | 5–1                      | 4–1                      | 7–0                      | 7–0                      | 6–1                      | 2–1                      | 0–0                      | 4–1                      | 6–1                      | 7–0           | 7–0           | 4–2           | 13–0          | 3–1           | 2–1           | 7–0           | 7–0           | 0–0           | 6–1             | 6–1             | 0–0           | 0–1      | 0–1      | 107–16     | 107–16     |
| Sintetico Vinte-Perse | 0–0                      | 5–0                      | 7–1                      | 3–0                      | 4–0                      | 4–0                      | 0–0                      | 0–0                      | 0–0                      | 0–0                      | 0–0                      | dismesso      | dismesso      | dismesso      | dismesso      | dismesso      | dismesso      | dismesso      | dismesso      | dismesso      | dismesso        | dismesso        | dismesso      | dismesso | dismesso | 22–3       | 22–3       |
| Vittorie-Sconfitte    | 26–11                    | 41–7                     | 37–8                     | 38–7                     | 56–5                     | 38–3                     | 39–9                     | 21–7                     | 12–4                     | 35–10                    | 44–8                     | 50–12         | 25–4          | 22–3          | 58–4          | 78–4          | 52–8          | 53–3          | 38–6          | 8–1           | 18–6            | 25–6            | 17–5          | 12–5     | 3–4      | 849–152    | 849–152    |
| Vinte %               | 70%                      | 85%                      | 82%                      | 84%                      | 92%                      | 93%                      | 81%                      | 75%                      | 75%                      | 78%                      | 85%                      | 81%           | 86%           | 88%           | 94%           | 95%           | 87%           | 95%           | 86%           | 89%           | 75%             | 80%             | 77%           | 72%      | 43%      | 84,82%     | 84,82%     |
| Ranking di fine anno  | 20                       | 4                        | 6                        | 6                        | 1                        | 3                        | 7                        | 11                       | 95                       | 7                        | 2                        | 1             | 4             | 12            | 3             | 1             | 1             | 1             | 2             | 22            | 16              | 10              | 11            | 41       |          | 94816730 $ | 94816730 $ |

- 1 Si ritira prima del match del terzo turno; non viene contata come sconfitta.
- 2 Si ritira prima del match del secondo turno; non viene contata come sconfitta.
- 3 Si ritira prima del match del secondo turno; non viene contata come sconfitta.
- 4 Si ritira prima del match della semifinale; non viene contata come sconfitta.

## Vittorie contro giocatrici top 10
| Stagione | 1997 | 1998 | 1999 | 2000 | 2001 | 2002 | 2003 | 2004 | 2005 | 2006 | 2007 | 2008 | 2009 | 2010 | 2011 | 2012 | 2013 | 2014 | 2015 | 2016 | 2017 | 2018 | 2019 | 2020 | 2021 | 2022 | Totale |
| -------- | ---- | ---- | ---- | ---- | ---- | ---- | ---- | ---- | ---- | ---- | ---- | ---- | ---- | ---- | ---- | ---- | ---- | ---- | ---- | ---- | ---- | ---- | ---- | ---- | ---- | ---- | ------ |
| Vittorie | 2    | 5    | 14   | 5    | 7    | 17   | 10   | 8    | 3    | 0    | 7    | 9    | 14   | 1    | 5    | 18   | 21   | 12   | 6    | 6    | 1    | 1    | 3    | 0    | 2    | 1    | 178    |

| #    | Giocatrice                  | Ranking | Evento                                 | Superficie    | Turno | Punteggio          | Rank. SWR |
| ---- | --------------------------- | ------- | -------------------------------------- | ------------- | ----- | ------------------ | --------- |
| 1997 |                             |         |                                        |               |       |                    |           |
| 1.   | Mary Pierce (1)             | 7       | Ameritech Cup, Chicago                 | Sintetico (i) | 2T    | 6-3, 7-6(3)        | 304       |
| 2.   | Monica Seles (1)            | 4       | Ameritech Cup, Chicago                 | Sintetico (i) | QF    | 4-6, 6-1, 6-1      | 304       |
| 1998 |                             |         |                                        |               |       |                    |           |
| 3.   | Lindsay Davenport (1)       | 3       | Sydney International, Sydney           | Cemento       | QF    | 1-6, 7-5, 7-5      | 96        |
| 4.   | Irina Spîrlea (1)           | 9       | Australian Open, Melbourne             | Cemento       | 1T    | 6(5)-7, 6-3, 6-1   | 53        |
| 5.   | Irina Spîrlea (2)           | 10      | Miami Open, Miami                      | Cemento       | 2T    | 7-6(4), 6-0        | 40        |
| 6.   | Conchita Martínez (1)       | 8       | Internazionali d'Italia, Roma          | Terra rossa   | 3T    | 6-2, 6-2           | 31        |
| 7.   | Jana Novotná                | 3       | Porsche Tennis Grand Prix, Filderstadt | Cemento (i)   | 2T    | 2-6, 6-3, 2-0 rit. | 19        |
| 1999 |                             |         |                                        |               |       |                    |           |
| 8.   | Nathalie Tauziat            | 9       | Open Gaz de France, Parigi             | Cemento (i)   | 2T    | 6-1, 6-4           | 24        |
| 9.   | Lindsay Davenport (2)       | 2       | Indian Wells Open, Indian Wells        | Cemento       | 2T    | 6-4, 6-2           | 21        |
| 10.  | Mary Pierce (2)             | 8       | Indian Wells Open, Indian Wells        | Cemento       | QF    | 7-5, 7-6(1)        | 21        |
| 11.  | Steffi Graf                 | 7       | Indian Wells Open, Indian Wells        | Cemento       | F     | 6-3, 3-6, 7-5      | 21        |
| 12.  | Monica Seles (2)            | 3       | Miami Open, Miami                      | Cemento       | 4T    | 6-2, 6-3           | 16        |
| 13.  | Amanda Coetzer              | 9       | Miami Open, Miami                      | Cemento       | QF    | 6-4, 6-0           | 16        |
| 14.  | Martina Hingis (1)          | 1       | Miami Open, Miami                      | Cemento       | SF    | 6-4, 7-6(3)        | 16        |
| 15.  | Arantxa Sánchez Vicario (1) | 8       | East West Bank Classic, Los Angeles    | Cemento       | QF    | 6-2, 6-3           | 11        |
| 16.  | Martina Hingis (2)          | 1       | East West Bank Classic, Los Angeles    | Cemento       | SF    | 6-3, 7-5           | 11        |
| 17.  | Monica Seles (3)            | 4       | US Open, New York                      | Cemento       | QF    | 4-6, 6-3, 6-2      | 6         |
| 18.  | Lindsay Davenport (3)       | 2       | US Open, New York                      | Cemento       | SF    | 6-4, 1-6, 6-4      | 6         |
| 19.  | Martina Hingis (3)          | 1       | US Open, New York                      | Cemento       | F     | 6-3, 7-6(4)        | 6         |
| 20.  | Lindsay Davenport (4)       | 2       | Grand Slam Cup, Monaco di Baviera      | Sintetico (i) | SF    | 6-3, 6-4           | 4         |
| 21.  | Venus Williams (1)          | 3       | Grand Slam Cup, Monaco di Baviera      | Sintetico (i) | F     | 6-1, 3-6, 6-3      | 4         |
| 2000 |                             |         |                                        |               |       |                    |           |
| 22.  | Julie Halard-Decugis        | 8       | Open Gaz de France, Parigi             | Cemento (i)   | SF    | 6-4, 6-2           | 4         |
| 23.  | Conchita Martínez (2)       | 6       | East West Bank Classic, Los Angeles    | Cemento       | QF    | 6-2, 4-6, 6-2      | 7         |
| 24.  | Martina Hingis (4)          | 1       | East West Bank Classic, Los Angeles    | Cemento       | SF    | 4-6, 6-2, 6-3      | 7         |
| 25.  | Lindsay Davenport (5)       | 2       | East West Bank Classic, Los Angeles    | Cemento       | F     | 4-6, 6-4, 7-6(1)   | 7         |
| 26.  | Arantxa Sánchez Vicario (2) | 9       | Canadian Open, Montréal                | Cemento       | SF    | 6-2, 6-4           | 7         |
| 2001 |                             |         |                                        |               |       |                    |           |
| 27.  | Lindsay Davenport (6)       | 2       | Indian Wells Open, Indian Wells        | Cemento       | QF    | 6-1, 6-2           | 10        |
| 28.  | Monica Seles (4)            | 8       | Canadian Open, Toronto                 | Cemento       | SF    | 7-5, 7-6(5)        | 10        |
| 29.  | Jennifer Capriati (1)       | 3       | Canadian Open, Toronto                 | Cemento       | F     | 6-1, 6(7)-7, 6-3   | 10        |
| 30.  | Justine Henin (1)           | 6       | US Open, New York                      | Cemento       | 4T    | 7-5, 6-0           | 10        |
| 31.  | Lindsay Davenport (7)       | 3       | US Open, New York                      | Cemento       | QF    | 6-3, 6(7)-7, 7-5   | 10        |
| 32.  | Martina Hingis (5)          | 1       | US Open, New York                      | Cemento       | SF    | 6-3, 6-2           | 10        |
| 33.  | Justine Henin (2)           | 6       | WTA Tour Championships, Monaco         | Cemento (i)   | QF    | 6-3, 7-6(5)        | 10        |
| 2002 |                             |         |                                        |               |       |                    |           |
| 34.  | Amélie Mauresmo (1)         | 9       | Sydney International, Sydney           | Cemento       | QF    | 6-4, 7-6(6)        | 6         |
| 35.  | Martina Hingis (6)          | 5       | State Farm Tennis Classic, Scottsdale  | Cemento       | SF    | 6-1, 3-6, 6-4      | 9         |
| 36.  | Jennifer Capriati (2)       | 2       | State Farm Tennis Classic, Scottsdale  | Cemento       | F     | 6-2, 4-6, 6-4      | 9         |
| 37.  | Martina Hingis (7)          | 3       | Miami Open, Miami                      | Cemento       | QF    | 6-4, 6-0           | 9         |
| 38.  | Venus Williams (2)          | 2       | Miami Open, Miami                      | Cemento       | SF    | 6-2, 6-2           | 9         |
| 39.  | Jennifer Capriati (3)       | 1       | Miami Open, Miami                      | Cemento       | F     | 7-5, 7-6(4)        | 9         |
| 40.  | Jennifer Capriati (4)       | 2       | Internazionali d'Italia, Roma          | Terra rossa   | SF    | 6-2, 3-6, 7-5      | 4         |
| 41.  | Justine Henin (3)           | 8       | Internazionali d'Italia, Roma          | Terra rossa   | F     | 7-6(6), 6-4        | 4         |
| 42.  | Jennifer Capriati (5)       | 1       | Open di Francia, Parigi                | Terra rossa   | SF    | 3-6, 7-6(2), 6-2   | 3         |
| 43.  | Venus Williams (3)          | 2       | Open di Francia, Parigi                | Terra rossa   | F     | 7-5, 6-3           | 3         |
| 44.  | Venus Williams (4)          | 1       | Torneo di Wimbledon, Londra            | Erba          | F     | 7-6(4), 6-3        | 2         |
| 45.  | Lindsay Davenport (8)       | 10      | US Open, New York                      | Cemento       | SF    | 6-3, 7-5           | 1         |
| 46.  | Venus Williams (5)          | 2       | US Open, New York                      | Cemento       | F     | 6-4, 6-3           | 1         |
| 47.  | Kim Clijsters (1)           | 8       | Toyota Princess Cup, Tokyo             | Cemento       | F     | 2-6, 6-3, 6-3      | 1         |
| 48.  | Justine Henin (4)           | 7       | Sparkassen Cup, Lipsia                 | Sintetico (i) | SF    | 6-4, 6-2           | 1         |
| 49.  | Jelena Dokić (2)            | 9       | WTA Tour Championships, Los Angeles    | Cemento (i)   | QF    | 7-6(1), 6-0        | 1         |
| 50.  | Jennifer Capriati (6)       | 3       | WTA Tour Championships, Los Angeles    | Cemento (i)   | SF    | 2-6, 6-4, 6-4      | 1         |
| 2003 |                             |         |                                        |               |       |                    |           |
| 51.  | Kim Clijsters (2)           | 4       | Australian Open, Melbourne             | Cemento       | SF    | 4-6, 6-3, 7-5      | 1         |
| 52.  | Venus Williams (6)          | 2       | Australian Open, Melbourne             | Cemento       | F     | 7-6(4), 3-6, 6-4   | 1         |
| 53.  | Amélie Mauresmo (2)         | 7       | Open Gaz de France, Parigi             | Cemento (i)   | F     | 6-3, 6-2           | 1         |
| 54.  | Kim Clijsters (3)           | 3       | Miami Open, Miami                      | Cemento       | SF    | 6-4, 6-2           | 1         |
| 55.  | Jennifer Capriati (7)       | 5       | Miami Open, Miami                      | Cemento       | F     | 4-6, 6-4, 6-1      | 1         |
| 56.  | Lindsay Davenport (9)       | 5       | Charleston Open, Charleston            | Terra verde   | SF    | 6-1, 7-5           | 1         |
| 57.  | Amélie Mauresmo (3)         | 5       | Open di Francia, Parigi                | Terra rossa   | QF    | 6-1, 6-2           | 1         |
| 58.  | Jennifer Capriati (8)       | 7       | Torneo di Wimbledon, Londra            | Erba          | QF    | 2-6, 6-2, 6-3      | 1         |
| 59.  | Justine Henin (5)           | 3       | Torneo di Wimbledon, Londra            | Erba          | SF    | 6-3, 6-2           | 1         |
| 60.  | Venus Williams (6)          | 4       | Torneo di Wimbledon, Londra            | Erba          | F     | 4-6, 6-4, 6-2      | 1         |
| 2004 |                             |         |                                        |               |       |                    |           |
| 61.  | Elena Dement'eva (1)        | 8       | Miami Open, Miami                      | Cemento       | F     | 6-1, 6-1           | 6         |
| 62.  | Jennifer Capriati (9)       | 7       | Torneo di Wimbledon, Londra            | Erba          | QF    | 6-1, 6-1           | 10        |
| 63.  | Amélie Mauresmo (4)         | 4       | Torneo di Wimbledon, Londra            | Erba          | SF    | 6(4)-7, 7-5, 6-4   | 10        |
| 64.  | Elena Dement'eva (2)        | 6       | East West Bank Classic, Los Angeles    | Cemento       | SF    | 6-3, 7-6(2)        | 16        |
| 65.  | Svetlana Kuznecova (1)      | 5       | China Open, Pechino                    | Cemento       | F     | 4-6, 7-5, 6-4      | 10        |
| 66.  | Elena Dement'eva (3)        | 5       | WTA Tour Championships, Los Angeles    | Cemento (i)   | RR    | 7-6(3), 7-5        | 8         |
| 67.  | Anastasija Myskina          | 3       | WTA Tour Championships, Los Angeles    | Cemento (i)   | RR    | 4-6, 6-3, 6-4      | 8         |
| 68.  | Amélie Mauresmo (5)         | 2       | WTA Tour Championships, Los Angeles    | Cemento (i)   | SF    | 4-6, 7-6(2), 6-4   | 8         |
| 2005 |                             |         |                                        |               |       |                    |           |
| 69.  | Amélie Mauresmo (6)         | 2       | Australian Open, Melbourne             | Cemento       | QF    | 6-2, 6-2           | 7         |
| 70.  | Marija Šarapova (1)         | 4       | Australian Open, Melbourne             | Cemento       | SF    | 2-6, 7-5, 8-6      | 7         |
| 71.  | Lindsay Davenport (10)      | 1       | Australian Open, Melbourne             | Cemento       | F     | 2-6, 6-3, 6-0      | 7         |
| 2007 |                             |         |                                        |               |       |                    |           |
| 72.  | Nadia Petrova               | 6       | Australian Open, Melbourne             | Cemento       | 3T    | 1-6, 7-5, 6-3      | 81        |
| 73.  | Marija Šarapova (2)         | 2       | Australian Open, Melbourne             | Cemento       | F     | 6-1, 6-2           | 81        |
| 74.  | Marija Šarapova (3)         | 2       | Miami Open, Miami                      | Cemento       | 4T    | 6-1, 6-1           | 18        |
| 75.  | Nicole Vaidišová            | 8       | Miami Open, Miami                      | Cemento       | QF    | 6-1, 6-4           | 18        |
| 76.  | Justine Henin (6)           | 1       | Miami Open, Miami                      | Cemento       | F     | 0-6, 7-5, 6-3      | 18        |
| 77.  | Marion Bartoli (1)          | 10      | US Open, New York                      | Cemento       | 4T    | 6-3, 6-4           | 9         |
| 78.  | Svetlana Kuznecova (2)      | 2       | Kremlin Cup, Mosca                     | Cemento (i)   | SF    | 7-6(2), 6-1        | 7         |
| 2008 |                             |         |                                        |               |       |                    |           |
| 79.  | Venus Williams (7)          | 7       | Bangalore Open, Bangalore              | Cemento       | SF    | 6-3, 3-6, 7-6(4)   | 11        |
| 80.  | Justine Henin (7)           | 1       | Miami Open, Miami                      | Cemento       | QF    | 6-2, 6-0           | 8         |
| 81.  | Svetlana Kuznecova (3)      | 4       | Miami Open, Miami                      | Cemento       | SF    | 3-6, 7-5, 6-3      | 8         |
| 82.  | Jelena Janković (1)         | 3       | Miami Open, Miami                      | Cemento       | F     | 6-1, 5-7, 6-3      | 8         |
| 83.  | Marija Šarapova (4)         | 4       | Charleston Open, Charleston            | Terra verde   | QF    | 7-5, 4-6, 6-1      | 9         |
| 84.  | Venus Williams (8)          | 8       | US Open, New York                      | Cemento       | QF    | 7-6(6), 7-6(7)     | 3         |
| 85.  | Dinara Safina (1)           | 7       | US Open, New York                      | Cemento       | SF    | 6-3, 6-2           | 3         |
| 86.  | Jelena Janković (2)         | 2       | US Open, New York                      | Cemento       | F     | 6-4, 7-5           | 3         |
| 87.  | Dinara Safina (2)           | 2       | WTA Tour Championships, Doha           | Cemento       | RR    | 6-4, 6-1           | 3         |
| 2009 |                             |         |                                        |               |       |                    |           |
| 88.  | Svetlana Kuznecova (4)      | 8       | Australian Open, Melbourne             | Cemento       | QF    | 5-7, 7-5, 6-1      | 2         |
| 89.  | Elena Dement'eva (4)        | 4       | Australian Open, Melbourne             | Cemento       | SF    | 6-3, 6-4           | 2         |
| 90.  | Dinara Safina (3)           | 3       | Australian Open, Melbourne             | Cemento       | F     | 6-0, 6-3           | 2         |
| 91.  | Ana Ivanović (1)            | 8       | Dubai Tennis Championships, Dubai      | Cemento       | QF    | 6-4, 6-4           | 1         |
| 92.  | Venus Williams (9)          | 6       | Miami Open, Miami                      | Cemento       | SF    | 6-4, 3-6, 6-3      | 1         |
| 93.  | Viktoryja Azaranka (1)      | 8       | Torneo di Wimbledon, Londra            | Erba          | QF    | 6-2, 6-3           | 2         |
| 94.  | Elena Dement'eva (5)        | 4       | Torneo di Wimbledon, Londra            | Erba          | SF    | 6(4)-7, 7-5, 8-6   | 2         |
| 95.  | Venus Williams (10)         | 3       | Torneo di Wimbledon, Londra            | Erba          | F     | 7-6(3), 6-2        | 2         |
| 96.  | Flavia Pennetta             | 10      | US Open, New York                      | Cemento       | QF    | 6-4, 6-3           | 2         |
| 97.  | Venus Williams (11)         | 7       | WTA Tour Championships, Doha           | Cemento       | RR    | 5-7, 6-4, 7-6(4)   | 2         |
| 98.  | Svetlana Kuznecova (5)      | 3       | WTA Tour Championships, Doha           | Cemento       | RR    | 7-6(6), 7-5        | 2         |
| 99.  | Elena Dement'eva (6)        | 5       | WTA Tour Championships, Doha           | Cemento       | RR    | 6-2, 6-4           | 2         |
| 100. | Caroline Wozniacki (1)      | 4       | WTA Tour Championships, Doha           | Cemento       | SF    | 6-4, 0-1 rit.      | 2         |
| 101. | Venus Williams (12)         | 7       | WTA Tour Championships, Doha           | Cemento       | F     | 6-2, 7-6(4)        | 2         |
| 2010 |                             |         |                                        |               |       |                    |           |
| 102. | Viktoryja Azaranka (2)      | 7       | Australian Open, Melbourne             | Cemento       | QF    | 4-6, 7-6(4), 6-2   | 1         |
| 2011 |                             |         |                                        |               |       |                    |           |
| 103. | Marija Šarapova (5)         | 5       | Bank of the West Classic, Stanford     | Cemento       | QF    | 6-1, 6-3           | 169       |
| 104. | Marion Bartoli (2)          | 9       | Bank of the West Classic, Stanford     | Cemento       | F     | 7-5, 6-1           | 169       |
| 105. | Viktoryja Azaranka (3)      | 4       | Canadian Open, Toronto                 | Cemento       | SF    | 6-3, 6-3           | 80        |
| 106. | Viktoryja Azaranka (4)      | 5       | US Open, New York                      | Cemento       | 3T    | 6-1, 7-6(5)        | 27        |
| 107. | Caroline Wozniacki (2)      | 1       | US Open, New York                      | Cemento       | SF    | 6-2, 6-4           | 27        |
| 2012 |                             |         |                                        |               |       |                    |           |
| 108. | Samantha Stosur (1)         | 5       | Miami Open, Miami                      | Cemento       | 4T    | 7-5, 6-3           | 11        |
| 109. | Samantha Stosur (2)         | 6       | Charleston Open, Charleston            | Terra verde   | SF    | 6-1, 6-1           | 10        |
| 110. | Caroline Wozniacki (3)      | 6       | Madrid Open, Madrid                    | Terra blu     | 3T    | 1-6, 6-3, 6-2      | 9         |
| 111. | Marija Šarapova (6)         | 2       | Madrid Open, Madrid                    | Terra blu     | QF    | 6-1, 6-3           | 9         |
| 112. | Viktoryja Azaranka (4)      | 1       | Madrid Open, Madrid                    | Terra blu     | F     | 6-1, 6-3           | 9         |
| 113. | Petra Kvitová (1)           | 4       | Torneo di Wimbledon, Londra            | Erba          | QF    | 6-3, 7-5           | 6         |
| 114. | Viktoryja Azaranka (5)      | 2       | Torneo di Wimbledon, Londra            | Erba          | SF    | 6-3, 7-6(6)        | 6         |
| 115. | Agnieszka Radwańska (1)     | 3       | Torneo di Wimbledon, Londra            | Erba          | F     | 6-1, 5-7, 6-2      | 6         |
| 116. | Caroline Wozniacki (4)      | 8       | Giochi Olimpici, Londra                | Erba          | QF    | 6-0, 6-3           | 4         |
| 117. | Viktoryja Azaranka (6)      | 1       | Giochi Olimpici, Londra                | Erba          | SF    | 6-1, 6-2           | 4         |
| 118. | Marija Šarapova (7)         | 3       | Giochi Olimpici, Londra                | Erba          | F     | 6-0, 6-1           | 4         |
| 119. | Sara Errani (1)             | 10      | US Open, New York                      | Cemento       | SF    | 6-1, 6-2           | 4         |
| 120. | Viktoryja Azaranka (7)      | 1       | US Open, New York                      | Cemento       | F     | 6-2, 2-6, 7-5      | 4         |
| 121. | Angelique Kerber (1)        | 5       | WTA Tour Championships, Istanbul       | Cemento (i)   | RR    | 6-4, 6-1           | 3         |
| 122. | Li Na (1)                   | 8       | WTA Tour Championships, Istanbul       | Cemento (i)   | RR    | 7-6(2), 6-3        | 3         |
| 123. | Viktoryja Azaranka (8)      | 1       | WTA Tour Championships, Istanbul       | Cemento (i)   | RR    | 6-4, 6-4           | 3         |
| 124. | Agnieszka Radwańska (2)     | 4       | WTA Tour Championships, Istanbul       | Cemento (i)   | SF    | 6-2, 6-1           | 3         |
| 125. | Marija Šarapova (8)         | 2       | WTA Tour Championships, Istanbul       | Cemento (i)   | F     | 6-4, 6-3           | 3         |
| 2013 |                             |         |                                        |               |       |                    |           |
| 126. | Petra Kvitová (2)           | 8       | Qatar Ladies Open, Doha                | Cemento       | QF    | 3-6, 6-3, 7-5      | 2         |
| 127. | Marija Šarapova (9)         | 3       | Qatar Ladies Open, Doha                | Cemento       | SF    | 6-3, 6-2           | 2         |
| 128. | Li Na (2)                   | 5       | Miami Open, Miami                      | Cemento       | QF    | 6-3, 7-6(5)        | 1         |
| 129. | Agnieszka Radwańska (3)     | 4       | Miami Open, Miami                      | Cemento       | SF    | 6-0, 6-3           | 1         |
| 130. | Marija Šarapova (10)        | 2       | Miami Open, Miami                      | Cemento       | F     | 4-6, 6-3, 6-0      | 1         |
| 131. | Sara Errani (2)             | 7       | Madrid Open, Madrid                    | Terra rossa   | SF    | 7-5, 6-2           | 1         |
| 132. | Marija Šarapova (11)        | 2       | Madrid Open, Madrid                    | Terra rossa   | F     | 6-1, 6-4           | 1         |
| 133. | Viktoryja Azaranka (9)      | 3       | Internazionali d'Italia, Roma          | Terra rossa   | F     | 6-1, 6-3           | 1         |
| 134. | Sara Errani (3)             | 5       | Open di Francia, Parigi                | Terra rossa   | SF    | 6-0, 6-1           | 1         |
| 135. | Marija Šarapova (12)        | 2       | Open di Francia, Parigi                | Terra rossa   | F     | 6-4, 6-4           | 1         |
| 136. | Agnieszka Radwańska (4)     | 4       | Canadian Open, Toronto                 | Cemento       | SF    | 7-6(3), 6-4        | 1         |
| 137. | Li Na (3)                   | 5       | Cincinnati Open, Cincinnati            | Cemento       | SF    | 7-5, 7-5           | 1         |
| 138. | Li Na (4)                   | 6       | US Open, New York                      | Cemento       | SF    | 6-0, 6-3           | 1         |
| 139. | Viktoryja Azaranka (10)     | 2       | US Open, New York                      | Cemento       | F     | 7-5, 6(6)-7, 6-1   | 1         |
| 140. | Caroline Wozniacki (5)      | 8       | China Open, Pechino                    | Cemento       | QF    | 6-1, 6-4           | 1         |
| 141. | Agnieszka Radwańska (5)     | 4       | China Open, Pechino                    | Cemento       | SF    | 6-2, 6-2           | 1         |
| 142. | Angelique Kerber (2)        | 9       | WTA Tour Championships, Istanbul       | Cemento (i)   | RR    | 6-3, 6-1           | 1         |
| 143. | Agnieszka Radwańska (6)     | 4       | WTA Tour Championships, Istanbul       | Cemento (i)   | RR    | 6-2, 6-4           | 1         |
| 144. | Petra Kvitová (3)           | 6       | WTA Tour Championships, Istanbul       | Cemento (i)   | RR    | 6-2, 6-3           | 1         |
| 145. | Jelena Janković (3)         | 8       | WTA Tour Championships, Istanbul       | Cemento (i)   | SF    | 6-4, 2-6, 6-4      | 1         |
| 146. | Li Na (5)                   | 5       | WTA Tour Championships, Istanbul       | Cemento (i)   | F     | 2-6, 6-3, 6-0      | 1         |
| 2014 |                             |         |                                        |               |       |                    |           |
| 147. | Marija Šarapova (13)        | 4       | Brisbane International, Brisbane       | Cemento       | SF    | 6-2, 7-6(7)        | 1         |
| 148. | Viktoryja Azaranka (11)     | 2       | Brisbane International, Brisbane       | Cemento       | F     | 6-4, 7-5           | 1         |
| 149. | Jelena Janković (4)         | 7       | Dubai Tennis Championships, Dubai      | Cemento       | QF    | 6-2, 6-2           | 1         |
| 150. | Angelique Kerber (3)        | 9       | Miami Open, Miami                      | Cemento       | QF    | 6-2, 6-2           | 1         |
| 151. | Marija Šarapova (14)        | 7       | Miami Open, Miami                      | Cemento       | SF    | 6-4, 6-3           | 1         |
| 152. | Li Na (6)                   | 2       | Miami Open, Miami                      | Cemento       | F     | 7-5, 6-1           | 1         |
| 153. | Angelique Kerber (4)        | 8       | Bank of the West Classic, Stanford     | Cemento       | F     | 7-6(1), 6-3        | 1         |
| 154. | Jelena Janković (5)         | 9       | Cincinnati Open, Cincinnati            | Cemento       | QF    | 6-1, 6-3           | 1         |
| 155. | Ana Ivanović (2)            | 7       | WTA Finals, Singapore                  | Cemento (i)   | RR    | 6-4, 6-4           | 1         |
| 156. | Eugenie Bouchard            | 5       | WTA Finals, Singapore                  | Cemento (i)   | RR    | 6-1, 6-1           | 1         |
| 157. | Caroline Wozniacki (6)      | 8       | WTA Finals, Singapore                  | Cemento (i)   | SF    | 2-6, 6-3, 7-6(6)   | 1         |
| 158. | Simona Halep (1)            | 4       | WTA Finals, Singapore                  | Cemento (i)   | F     | 6-3, 6-0           | 1         |
| 2015 |                             |         |                                        |               |       |                    |           |
| 159. | Dominika Cibulková          | 10      | Australian Open, Melbourne             | Cemento       | QF    | 6-2, 6-2           | 1         |
| 160. | Marija Šarapova (15)        | 2       | Australian Open, Melbourne             | Cemento       | F     | 6-3, 7-6(5)        | 1         |
| 161. | Simona Halep (2)            | 3       | Miami Open, Miami                      | Cemento       | SF    | 6-2, 4-6, 7-5      | 1         |
| 162. | Marija Šarapova (16)        | 4       | Torneo di Wimbledon, Londra            | Erba          | SF    | 6-2, 6-4           | 1         |
| 163. | Ana Ivanović (3)            | 9       | Cincinnati Open, Cincinnati            | Cemento       | QF    | 3-6, 6-4, 6-2      | 1         |
| 164. | Simona Halep (3)            | 3       | Cincinnati Open, Cincinnati            | Cemento       | F     | 6-3, 7-6(5)        | 1         |
| 2016 |                             |         |                                        |               |       |                    |           |
| 165. | Marija Šarapova (17)        | 5       | Australian Open, Melbourne             | Cemento       | QF    | 6-4, 6-1           | 1         |
| 166. | Agnieszka Radwańska (7)     | 4       | Australian Open, Melbourne             | Cemento       | SF    | 6-0, 6-4           | 1         |
| 167. | Simona Halep (4)            | 5       | Indian Wells Open, Indian Wells        | Cemento       | QF    | 6-4, 6-3           | 1         |
| 168. | Agnieszka Radwańska (8)     | 3       | Indian Wells Open, Indian Wells        | Cemento       | SF    | 6-4, 7-6(1)        | 1         |
| 169. | Angelique Kerber (5)        | 4       | Torneo di Wimbledon, Londra            | Erba          | F     | 7-5, 6-3           | 1         |
| 170. | Simona Halep (5)            | 5       | US Open, New York                      | Cemento       | QF    | 6-2, 4-6, 6-3      | 1         |
| 2017 |                             |         |                                        |               |       |                    |           |
| 171. | Johanna Konta               | 9       | Australian Open, Melbourne             | Cemento       | QF    | 6-2, 6-3           | 2         |
| 2018 |                             |         |                                        |               |       |                    |           |
| 172. | Karolína Plíšková           | 8       | US Open, New York                      | Cemento       | QF    | 6-4, 6-3           | 26        |
| 2019 |                             |         |                                        |               |       |                    |           |
| 173. | Simona Halep (6)            | 1       | Australian Open, Melbourne             | Cemento       | 4T    | 6-1, 4-6, 6-4      | 16        |
| 174. | Naomi Ōsaka                 | 2       | Canadian Open, Toronto                 | Cemento       | QF    | 6-3, 6-4           | 10        |
| 175. | Elina Svitolina             | 5       | US Open, New York                      | Cemento       | SF    | 6-3, 6-1           | 8         |
| 2021 |                             |         |                                        |               |       |                    |           |
| 176. | Aryna Sabalenka             | 7       | Australian Open, Melbourne             | Cemento       | 4T    | 6-4, 2-6, 6-4      | 11        |
| 177. | Simona Halep (7)            | 2       | Australian Open, Melbourne             | Cemento       | QF    | 6-3, 6-3           | 11        |
| 2022 |                             |         |                                        |               |       |                    |           |
| 178. | Anett Kontaveit             | 2       | US Open, New York                      | Cemento       | 2T    | 7-6(4), 2-6, 6-2   | 605       |